# Slaven Rimac
Slaven Rimac, es un exjugador y entrenador de baloncesto croata nacido el 19 de diciembre de 1974 en Zagreb, RFS Yugoslavia. Con 1.93 de estatura, jugaba en la posición de escolta. Actualmente es entrenador del KK Cedevita Olimpija.

## Clubes como jugador
- 1989-1990  Dubrava
- 1990-1998 Cibona Zagreb
- 1998-2000 Tofas Bursa
- 2000-2001 Joventut Badalona
- 2001-2002 Olimpia Milano
- 2002-2004 Cibona Zagreb
- 2004-2005 Makedonikos
- 2005-2006 AEK Atenas
- 2006-2007 Azovmash Mariupol
- 2006-2007  Racing Paris
- 2007-2008  Cedevita Zagreb
- 2008 STB Le Havre
- 2008-2012 EB Pau-Orthez

## Clubes como entrenador
- 2013-2014  (Asistente) Selección de baloncesto de Croacia
- 2013  (Asistente) Cibona Zagreb
- 2013-2015 Cibona Zagreb
- 2017-2018 (Asistente) KK Cedevita
- 2018-2019 KK Cedevita
- 2019-.     KK Cedevita Olimpija

## Palmarés
- 1992-93, 1993-94, 1994-95, 1996-97, 1997-98, 2003-04 Liga de Croacia. Cibona Zagreb.
- 1994-95, 1995-96 Copa de Croacia. Cibona Zagreb.
- 1998-99, 1999-00 Liga de Turquía. Tofas Bursa.
- 1999-00 Copa de Turquía. Tofas Bursa.